# Prosopocoilus
Genre
Prosopocoilus est un genre d'insectes coléoptères de la famille des Lucanidae et de la sous-famille des Lucaninae.

## Liste dessous-genres
Selon BioLib (28 novembre 2021) :
- Cladognathinus Didier & Séguy, 1953
- Cladognathus Burmeister, 1847
- Cyclotropus Oberthur & Houlbert, 1913
- Homoderinus Kriesche, 1926
- Hoplitocranum Jakowlew, 1896
- Macrodorcinus Maes, 1990
- Metopodontus Westwood in Hope, 1845
- Prosopocoilinus Maes, 1990
- Prosopocoilus Westwood, 1845
- Psalidoremus Motschulsky, 1862
- Pseudodontolabis Maes, 1992

## Espèces non placées
Selon BioLib (1er décembre 2021) :
- Prosopocoilus inouei DeLisle, 1964 inc.sed.
- Prosopocoilus lacroixi (Bomans, 1970)
- Prosopocoilus lesnei Didier, 1927 inc.sed.
- Prosopocoilus mefianti Bouyer, 2014
- Prosopocoilus reni Huang & Chen, 2011
- Prosopocoilus simianshanus Huang & Chen, 2011
- Prosopocoilus sprebus (Bomans, 1971)
- Prosopocoilus suzumurai Nagai, 2000 inc.sed.
- Prosopocoilus werneri Bomans, 1999